# Édouard Marchand
Pour les articles homonymes, voir Marchand.
Jules Édouard Marchand, né le 20 octobre 1859 à Paris (ancien 2e arrondissement) et mort le 8 février 1905 à Paris 16e, est un directeur de salles de spectacles parisiennes et directeur artistique français, durant la seconde moitié du XIXe siècle.

## Biographie

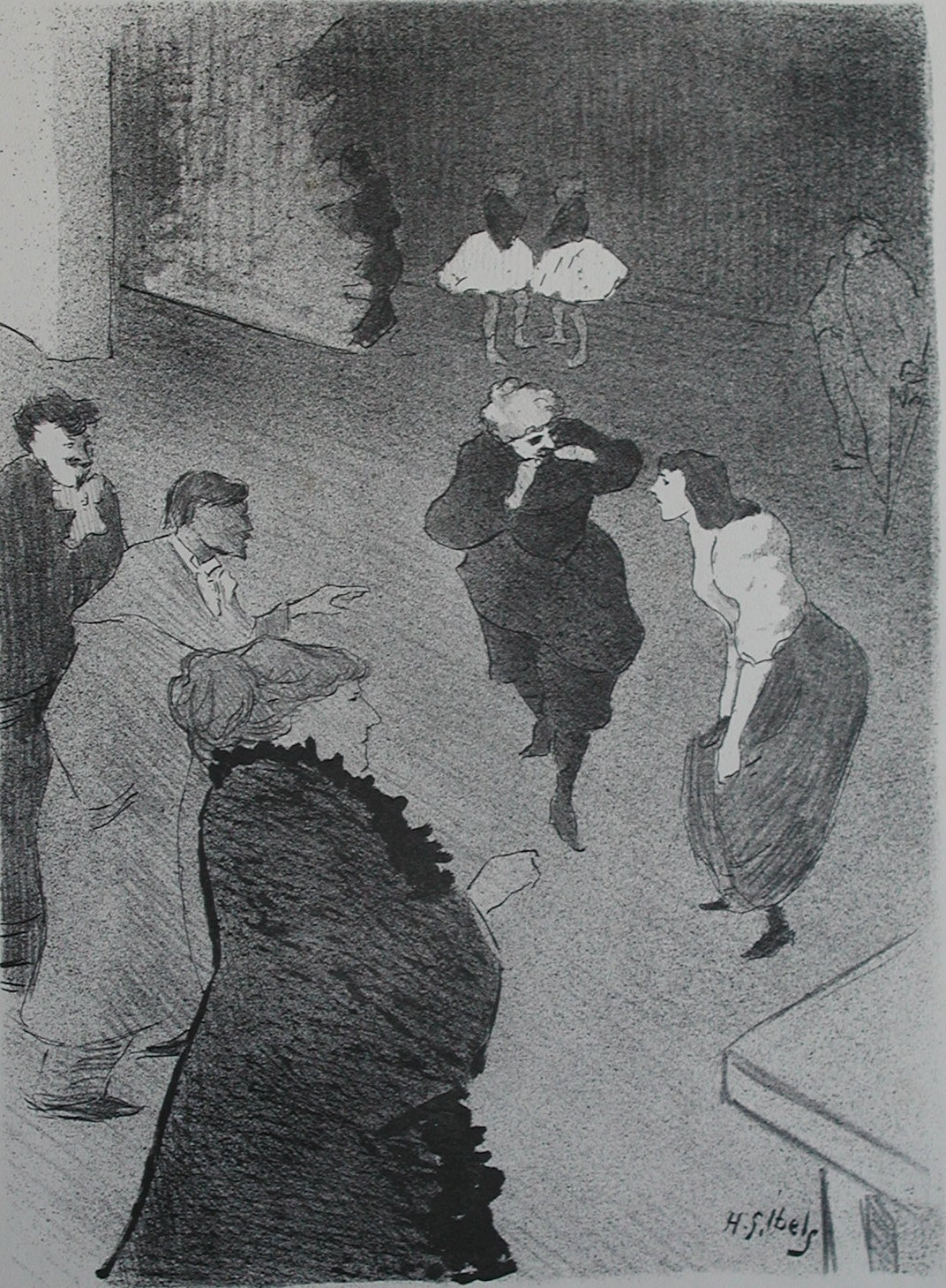
Répétition aux Folies Bergère sous la direction d'Édouard Marchand (1893).

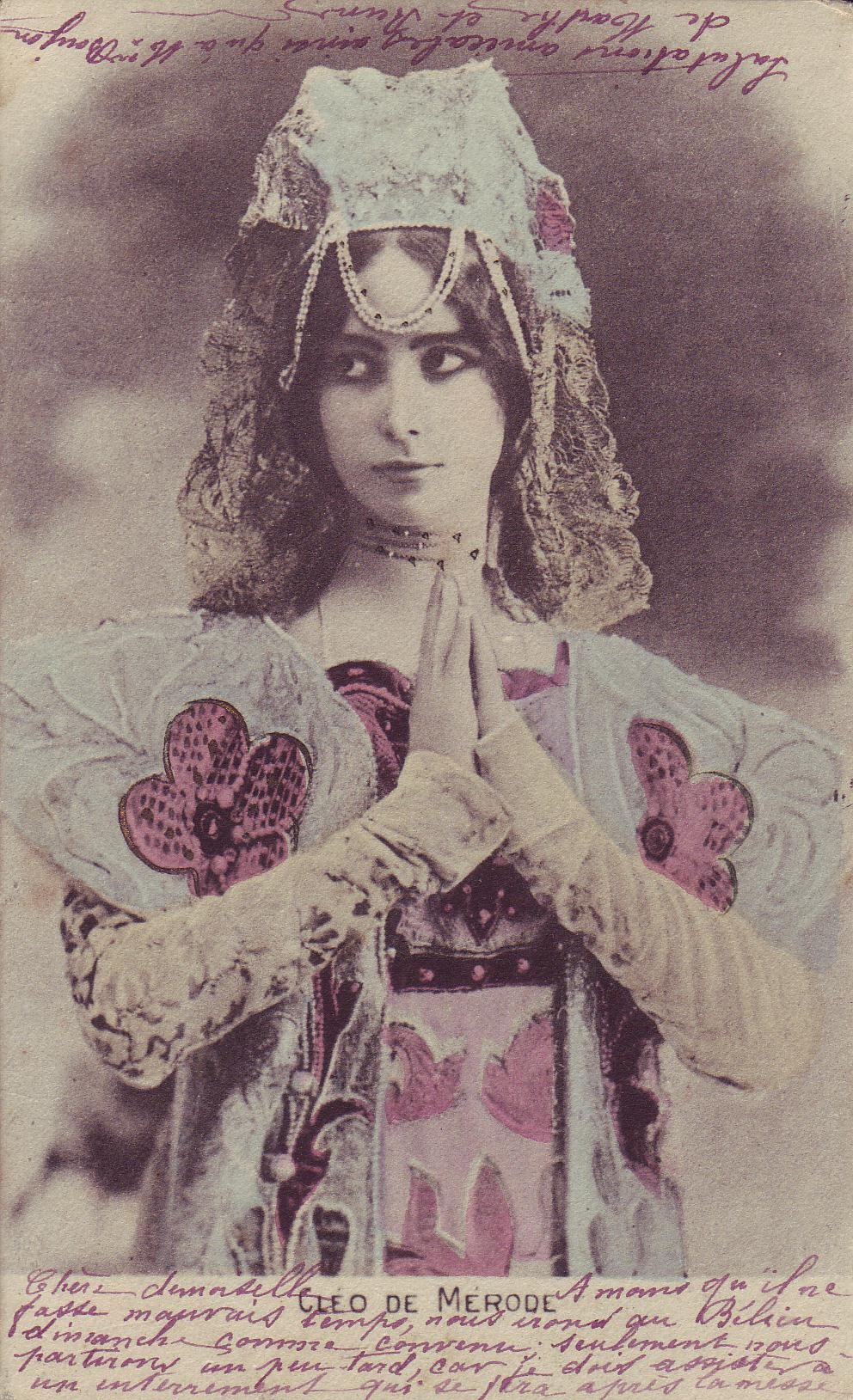
Cléo de Mérode et le ballet Lorenza aux Folies Bergère en 1901.

Édouard Marchand est un organisateur de spectacle et un recruteur de talents. On lui doit la création artistique des revues à grand spectacle.
Édouard Marchand est un habitué des salles de spectacles, des cabarets et des caf'conc'. Il parcourt le monde à la recherche de nouveaux talents. Il devient une personnalité des nuits parisiennes et un conseiller artistique reconnu.
À la suite du rachat de la salle de spectacle des Folies bergère par Monsieur et Madame Allemand, ces derniers recrutent Édouard Marchand comme directeur artistique. Ce dernier épouse leur nièce. Ils auront un fils, Léopold Marchand, né en 1891, qui deviendra un dramaturge et scénariste célèbre.
En 1886, Édouard Marchand conçoit un nouveau genre de spectacle, la revue de music-hall. Édouard Marchand comprit que la femme était au cœur de ce nouveau concept et va l'imposer aux Folies Bergère. La plupart des étoiles de caf'conc' chantèrent aux Folies bergère : Paulus, Polin, Yvette Guilbert, Polaire et Gaby Deslys.
Pendant seize années, Édouard Marchand va mettre en scène de nombreux artistes : les Frères Isola (illusionnistes), Nala Damajenti (charmeuse de serpents), la Troupe Zoulou (véritables Zoulous), la Famille birmane, le Kangourou boxeur, les lutteurs de Stamboul, Tom Cannon (lutteur géant), Ira Paine (tireur américain), Jack de fer (hercule), Sampson (briseur de chaînes), le Capitaine George Costentenus (tatoué de trois cent vingt figures d'animaux), les Scheffers (acrobates), Cinquévalli (roi des jongleurs), les Tableaux vivants du Palace-Théâtre de Londres, Little Tich (nain transformiste anglais), les Griffiths (clowns), Baggenssen (clown excentrique), les Sisters Barrison, la Cavaliéri, la Tortojada, Caroline Otéro, Liane de Pougy, Emilienne d'Alençon, et Loïe Fuller.
Le 7 avril 1894, Édouard Marchand rachète au couple Allemand, la salle des Folies bergère. Il devient également directeur du théâtre de l'Eldorado situé à Paris.
En 1895, Édouard Marchand monte à la Scala de Paris, la première grande revue de music-hall à l'anglaise en France. Toutes les grandes vedettes du caf'conc' s'y produisent : Polin, Yvette Guilbert, Fragson, Mayol, Polaire, Paulette Darty, Max Dearly, Mistinguett.
En 1901, il recrute la danseuse d'opéra, Cléo de Mérode pour un ballet pantomime en trois actes dénommé Lorenza. Ce fut le dernier grand spectacle qu'il organisa.
En 1902, la maladie contraint Édouard Marchand à laisser la place, après 16 ans de succès. Il négocia sa succession au prix fort avec les Frères Isola qu'il avait lui-même mis en scène aux Folies Bergère.
Édouard Marchand meurt quelque temps plus tard, et est inhumé au cimetière de Montmartre (division 21, ligne 8 depuis le chemin Berlioz, tombe 8).

## Spectacles présentés sous la direction artistique d'Édouard Marchand

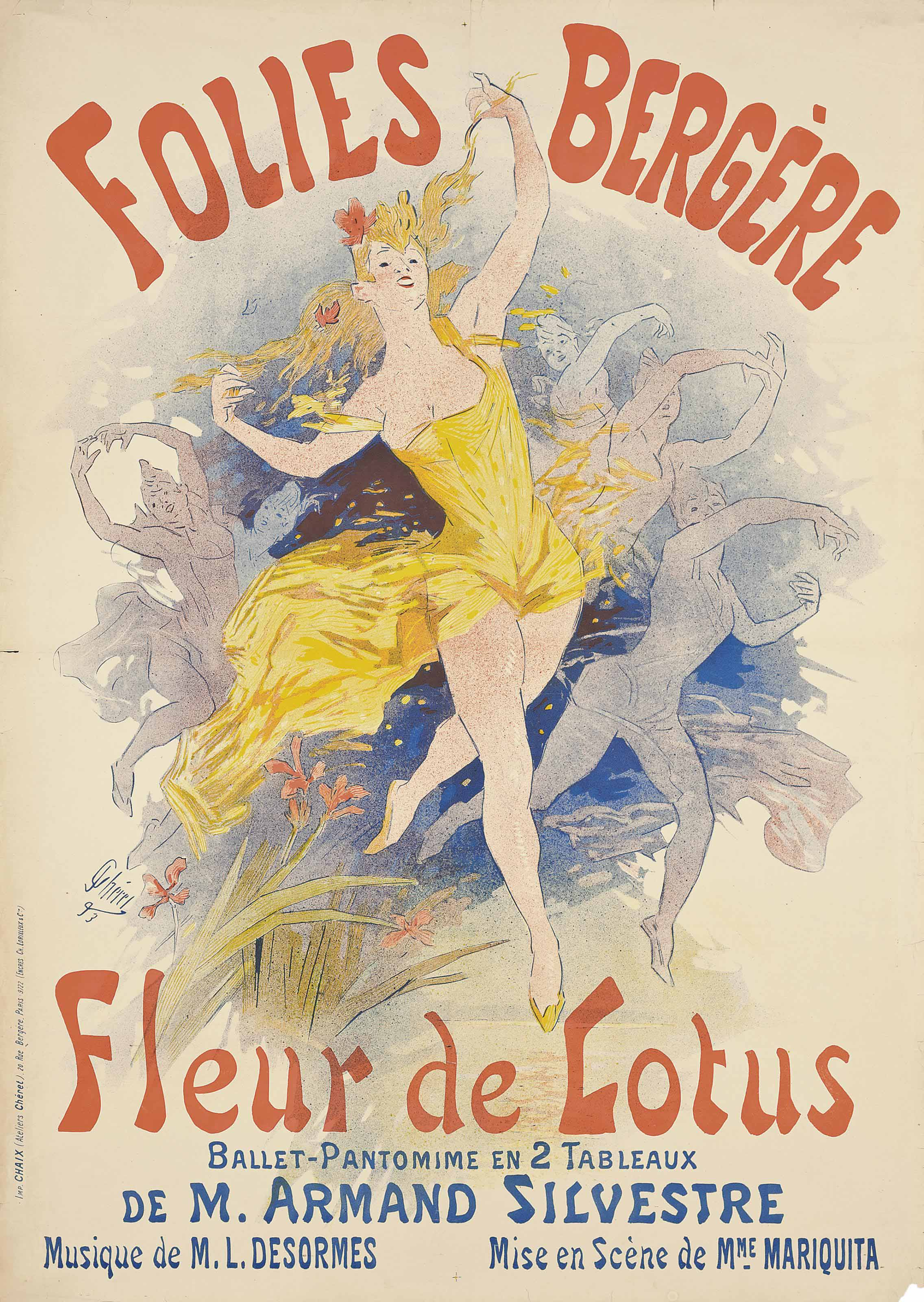
Fleur de Lotus (1893)
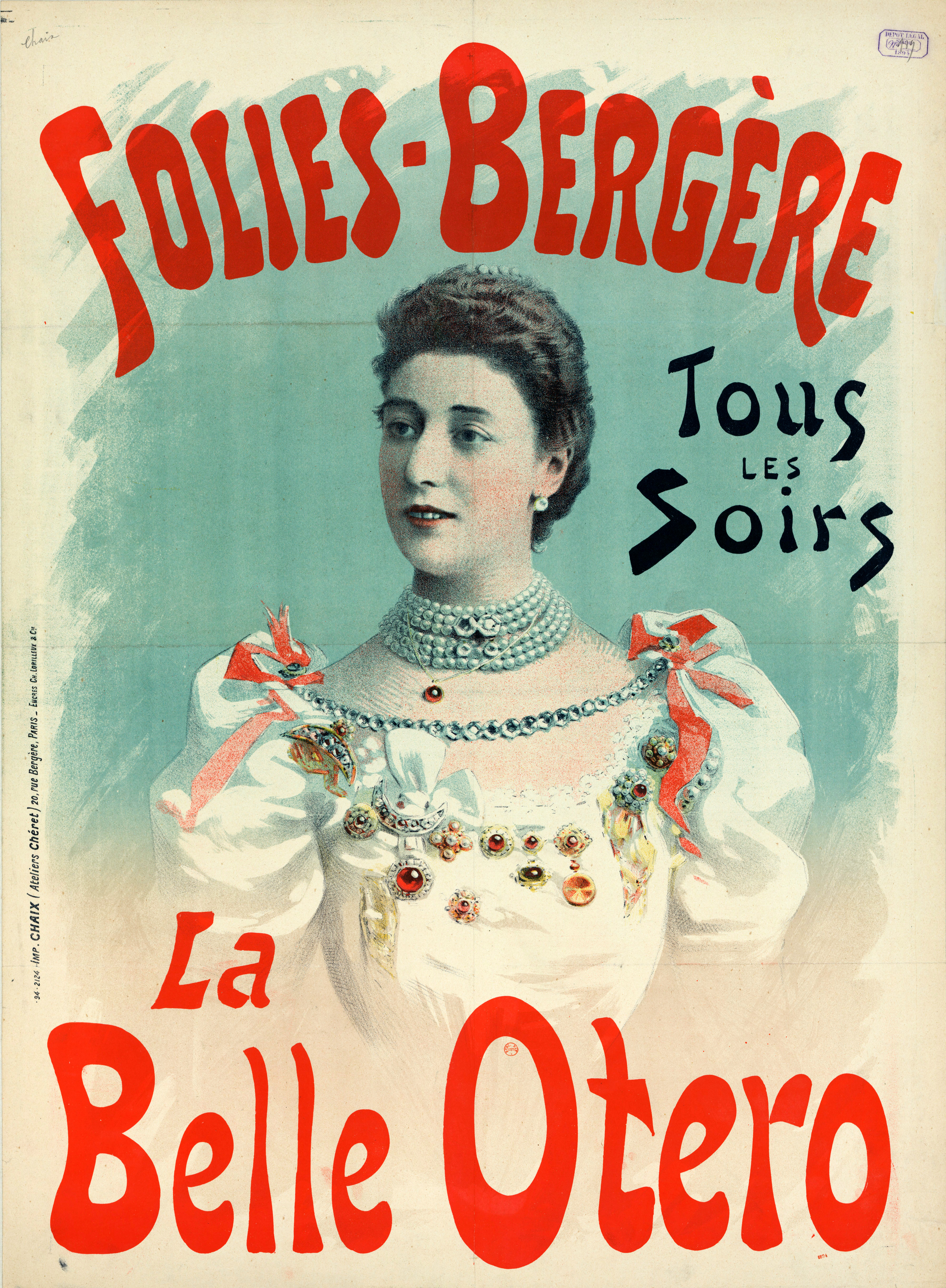
La Belle Otero (1894)
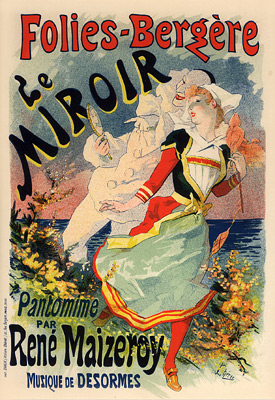
Le Miroir (1896-1900)
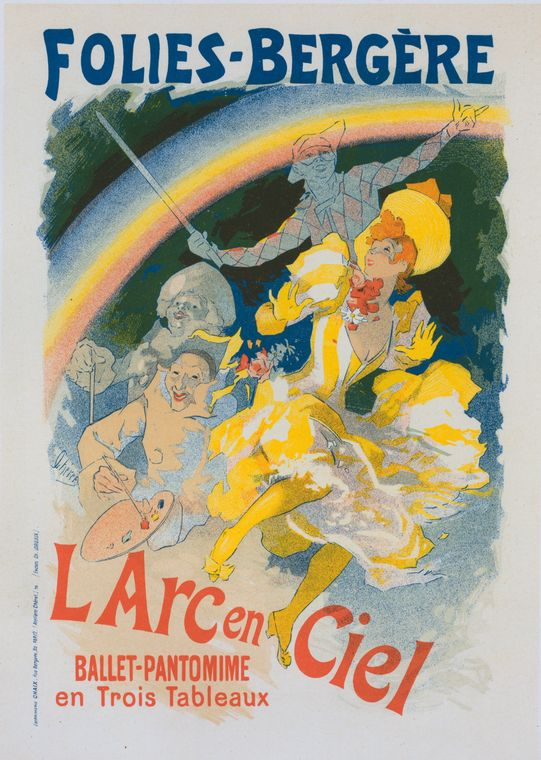
L'Arc en ciel (1896-1900)

Spectacle de Loïe Fuller
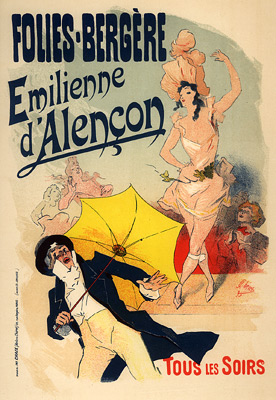
Spectacle dansant d'Emilienne d'Alençon
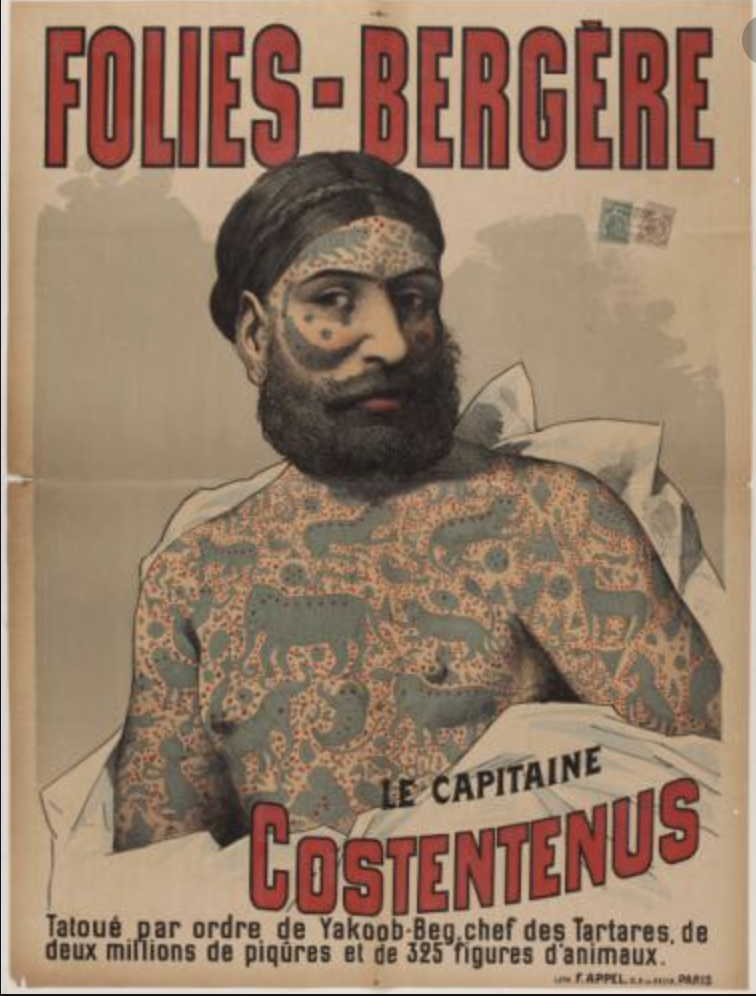
Le Capitaine George Costentenus (1889)